# Bezirk Balboa
Balboa ist ein Bezirk (distrito) der Provinz Panamá in Panama. Die Einwohnerzahl betrug laut Volkszählung 2023 1989. Dieser Bezirk umfasst vollständig die Perleninseln, die im Zentrum des Golfs von Panama liegen.

## Gliederung
Der Bezirk Balboa ist administrativ in folgende Corregimientos unterteilt:
- San Miguel
- La Ensenada
- La Esmeralda
- La Guinea
- Pedro González
- Saboga